# Władysław Maleszewski
Władysław Maleszewski (Vilnius, 14 giugno 1921 – Varsavia, 27 febbraio 1983) è stato un cestista e allenatore di pallacanestro polacco.
Era il marito di Maria Kwaśniewska.

## Carriera
Ha disputato due edizioni dei Campionati europei (1946, 1947) con la Polonia.

## Palmarès

### Allenatore
- Campionato polacco: 5

Polonia Varsavia: 1958-59
Legia Varsavia: 1959-60, 1960-61, 1962-63, 1965-66